# Ilhas Virgens Americanas nos Jogos Olímpicos de Verão de 1992
As Ilhas Virgens Americanas competiram nos Jogos Olímpicos de Verão de 1992 em Barcelona, Espanha.

## Resultados por Evento

### Atletismo
100 m masculino
- Neville Hodge
  - Eliminatórias — 10.71 (→ não avançou)

5.000 m masculino
- Marlon Williams
  - Eliminatórias — 15:26.49 (→ não avançou)

10.000 m masculino
- Marlon Williams
  - Eliminatórias — 31:22.13 (→ não avançou)

10.000 m feminino
- Ana Gutierrez
  - Eliminatórias — não começou(→ não avançou)

Salto em distância feminino
- Flora Hyacinth
  - Classificatória — 6.71 m
  - Final — 6.52 m (→ 9° lugar)

### Vela
Classe Lechner Masculino
- James Diaz
  - Classificação Final — 288.0 pontos (→ 30° lugar)

Classe Lechner Feminino
- Lisa Neuburger
  - Classificação Final — 160.7 pontos (→ 13° lugar)